# آگوست والراس
آگوست والراس (انگلیسی: Auguste Walras; ۱ فوریهٔ ۱۸۰۱ – ۱۸ آوریل ۱۸۶۶) اقتصاددان اهل فرانسه بود. وی پدر لئون والراس اقتصاددان فرانسوی بود که وی را واضع نظریه تعادل عمومی در علم اقتصاد می‌دانند.